# ایدنباخ
ایدنباخ (به آلمانی: Aidenbach) یک شهر در آلمان است که در بایرن واقع شده‌است.

## خصوصیات
ایدنباخ ۱۷٫۱۹ کیلومترمربع مساحت دارد ۳۴۰-۴۰۰ متر بالاتر از سطح دریا واقع شده‌است.